# 狭帯域テレビジョン

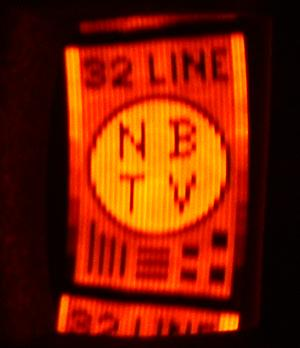
NBTV 32ラインシステムのテストカードのスクリーンショット。

狭帯域テレビジョン（きょうたいいきてれびじょん、英語: Narrow-bandwidth television（ NBTV ））は、公式のテレビ規格で使用されている標準帯域幅よりも狭いチャネルに収まるように設計されたテレビの一種である。

## 概要
3つの主要な世界的な放送テレビ規格は6MHzワイドチャネルのいずれかを使用する。（南北アメリカと日本と同様に、ATSCとISDB -Tのどちらもこれらの標準を使用している）または8MHz（ヨーロッパのほとんどの場合と同様に、DVB-Tを使用している）。狭帯域テレビジョンとは、帯域幅をそのしきい値未満に減らす方法を指す。（これらの技術は、同じ帯域幅で複数のデジタルサブチャネルを許可するために従来のテレビで頻繁に使用されるが、標準では許可されていないため、これは真の狭帯域ではなく、これらの場合の余分な帯域幅は通常、別のチャネルに転送される。）

## 設計
ビデオ信号の帯域幅を減らすには3つの方法がある。スキャンレートを下げる、画像サイズを小さくする、および/または（デジタルテレビの場合）より重い圧縮を使用する方法である。スキャン速度が低下した場合、これは低速度走査テレビジョンと呼ばれる。最も極端な場合、スキャン速度が遅すぎて動きをシミュレートできない場合は、フリーズフレームテレビジョンになる。画像サイズが縮小されているため、これは低解像度テレビと呼ばれる。最も極端なケースでは、アマチュア無線音声チャネルの帯域幅内で、画像の行数がわずか数十に減少し、帯域幅が数十キロヘルツに減少する場合がある。最近のほとんどの狭帯域幅テレビは、コンピューターやその他の電子システムを使用している。

## 機械式テレビ規格
初期の機械式テレビジョンシステムは、動画を送信するために狭いチャネルを使用することがよくあった。多くの場合、画像のサイズはわずか数十行であった。
| 名前                                                                                          | 詳細 |
| --------------------------------------------------------------------------------------------- | --- |
| ニプコー、1884年                                                                              | 24行。特許は付与されましたが、ニプコフはシステムを構築しなかった。                                                                                            |
| WGY、2XAF、2XAD                                                                               | 24行、21フレーム/秒、プログレッシブスキャン |
| イングランド 1926年（ベアード）                                                               | 30ライン、5フレーム/秒、白黒の実験用伝送 |
| イングランド 1928年（ベアード）                                                               | 30ライン、5フレーム/秒、最初の実験的なカラーTV送信 |
| 2XALニューヨーク 1928年                                                                       | 48行、7.5フレーム/秒、プログレッシブスキャン |
| ベアード、イングランド、1928-32年                                                             | 30ライン、12.5フレーム/秒、3：7垂直アスペクト比、垂直プログレッシブスキャン、フレームあたり約70x30ピクセル、サウンド、スタジオからのライブTV                  |
| W9XAA / WCFL 、W9XAO / WIBO、W9XAP / WMAQ（西部劇/サナブリア）、シカゴ、1928-33年             | 45ライン、15フレーム/秒、1：1アスペクト比、トリプルインターレーススキャン。スタジオからの生放送。 （上記の送信：ピクチャーステーション/サウンドステーション） |
| W9XK / WSUI、アイオワシティ、アイオワ（Used Western Television / Sanabria system）、1933-39年 | 45ライン、15フレーム/秒、1：1アスペクト比、トリプルインターレーススキャン。 WSUIのサウンドが含まれています。教育テレビのパイオニア。スタジオからの生放送。    |
| ドイツ、フランス、1930年                                                                      | 30ライン、12.5フレーム/秒、3：4アスペクト比、水平プログレッシブスキャン                                                                                       |
| ニューヨーク市、スケネクタディ、ボストン、1930〜31年                                          | 48ライン、15フレーム/秒、6：5アスペクト比、水平プログレッシブスキャン                                                                                         |
| W6XAO ロサンゼルス、1931年                                                                    | 80行、20フレーム/秒、プログレッシブスキャン |
| W6XAH ベーカーズフィールド、1931年                                                            | 96行、20フレーム/秒、プログレッシブスキャン |
| ニューヨーク、スケネクタディ、ボストン、1932年                                                | 60ライン、20フレーム/秒、6：5アスペクト比、水平プログレッシブスキャン                                                                                         |
| ベルリン 1932年                                                                               | 30ライン、12.5フレーム/秒、4：3水平アスペクト比、フレームあたり最大40x30ピクセル、テストムービーとライブ画像                                                  |
| ケーニヒスヴスターハウゼン 1932年                                                             | 39行、12.5フレーム/秒、4：3水平アスペクト比、フレームあたり最大31x30ピクセル、ムービー                                                                        |
| ドベリッツ 1932年                                                                             | 48行、25フレーム/秒、4：3水平アスペクト比、フレームあたり最大64x48ピクセル、サウンド、トーキー                                                                |
| ベルリン R.P.Z. 1932年                                                                        | 60ライン、25フレーム/秒、4：3水平アスペクト比、フレームあたり最大83x60ピクセル、テストムービーとライブ画像                                                    |
| イタリア 1932年                                                                               | 60ライン、20フレーム/秒、4：3水平アスペクト比、フレームあたり最大45x60ピクセル、テストムービーとライブ画像                                                    |
| フランス 1932年                                                                               | 60ライン、12.5フレーム/秒、3：7垂直アスペクト比、垂直スキャン〜35x60ピクセル/フレーム、サウンド、ライブ画像                                                   |
| スイス 1932年                                                                                 | 30行、16.6フレーム/秒、4：3の水平アスペクト比、フレームあたり最大40x30ピクセル、テストムービーとライブ画像                                                    |
| ソ連 1932年                                                                                   | 30行、12フレーム/秒 |
| ベルギー 1932年                                                                               | 30行、12.5および16.6フレーム/秒、4：3の水平アスペクト比、フレームあたり最大40x30ピクセル、サウンド、トーキングムービー                                        |